# Kontrolowana synteza termojądrowa

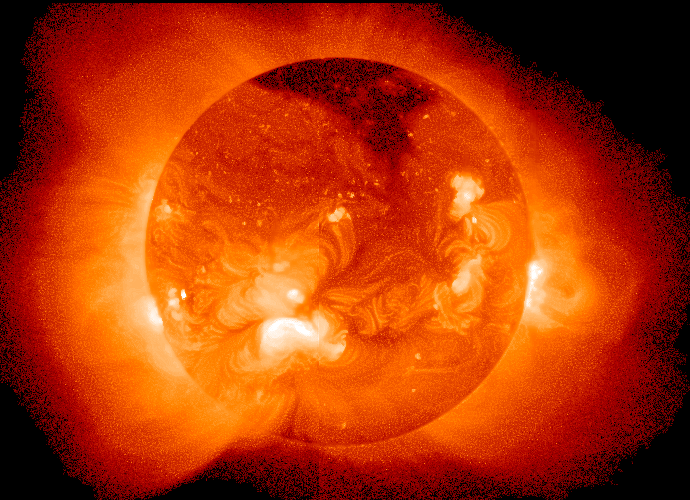
Słońce jest naturalnym reaktorem termojądrowym. Kontrolowana synteza termojądrowa to odtworzenie w kontrolowanych warunkach procesów zachodzących w jądrze słońca.

Kontrolowana synteza termojądrowa – reakcja termojądrowa, która podlega kontrolowanemu przebiegowi. Główną motywacją kontrolowania syntezy termojądrowej jest wykorzystanie jej jako źródła energii.
Obecnie (luty 2024), ludzkość potrafi wywoływać reakcję termojądrową w bombach termojądrowych.  W grudniu 2022 udało się uzyskać więcej energii w wyniku fuzji jądrowej niż jej dostarczono, co potwierdziło pięć niezależnych zespołów badawczych. Jednak nie jest jeszcze opracowany system komercyjnej produkcji takiej energii i może minąć kilkadziesiąt lat zanim powstanie. Urządzeniem mającym to osiągnąć ma być tokamak budowany w ramach projektu ITER, na wzór działającego obecnie mniejszego JET.

## Metody kontrolowania reakcji termojądrowej
Istnieje kilka sposobów, które teoretycznie mogą pozwolić wykorzystać syntezę jądrową jako źródło energii. Obecnie najintensywniej badane są dwa podejścia: inercyjne uwięzienie plazmy oraz magnetyczne uwięzienie plazmy. Prace na mniejszą skalę prowadzone są też nad metodą polywell (łączącą cechy dwóch poprzednich) oraz nad kilkoma niekanonicznymi metodami: piroelektryczną, soniczną i elektrolityczną (określaną jako zimna fuzja).

### Inercyjne uwięzienie plazmy

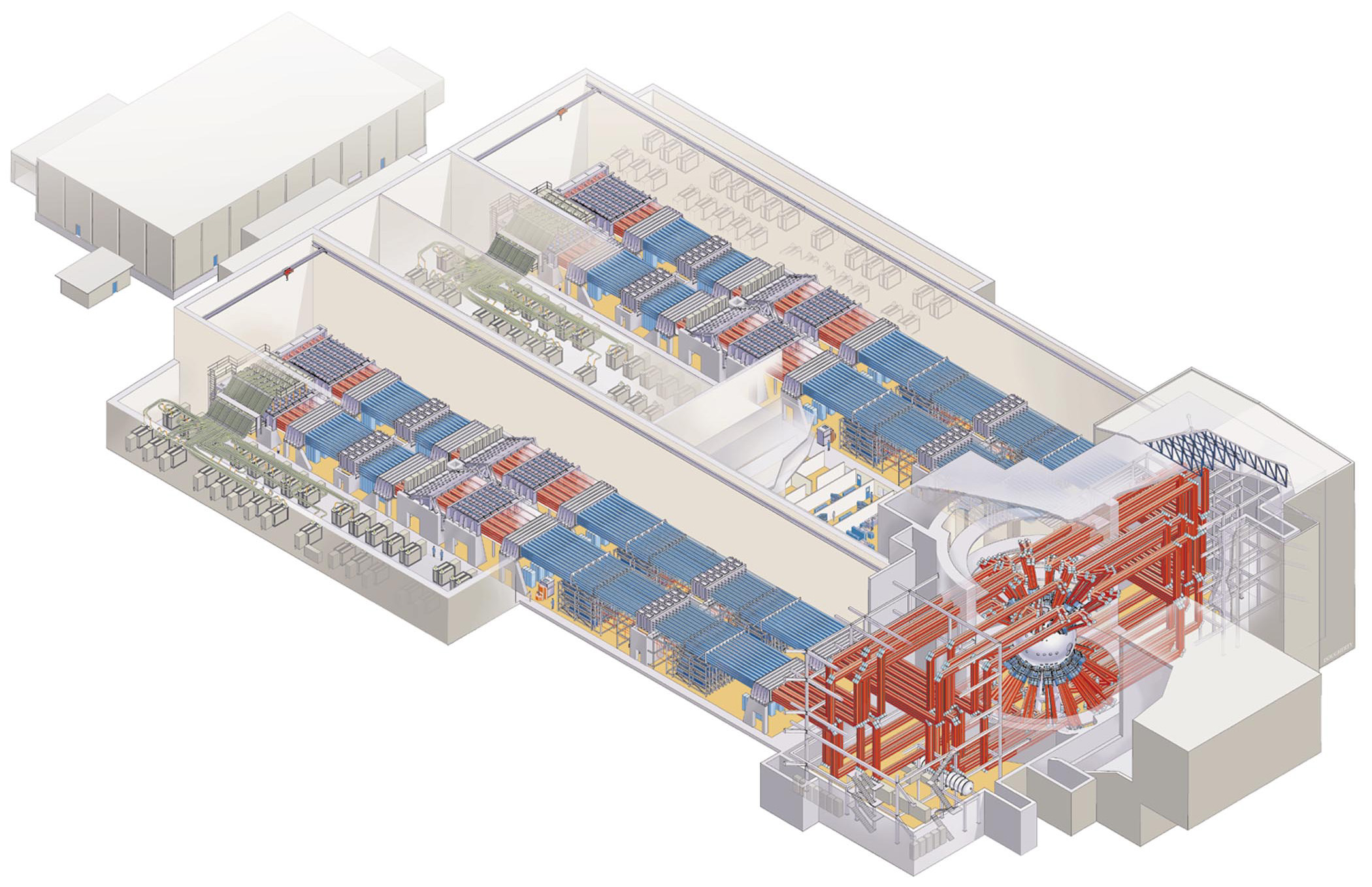
Schemat instalacji NIF

Synteza jądrowa przebiegająca w bombach termojądrowych jest tylko w niewielkim stopniu kontrolowana. Po zainicjowaniu reakcji plazma swobodnie się rozprzestrzenia. Czas jaki jej to zajmuje jest jednak wystarczająco długi, aby przebiegła synteza. To podejście nazywane jest inercyjnym uwięzieniem plazmy. W takim procesie reakcja obejmuje całe dostępne paliwo, co w praktyce oznacza, że już miligramowe jego ilości wywołują eksplozję, mogącą uszkodzić elektrownię. Teoretycznie można jednak stworzyć w ten sposób stabilne źródło energii, jeśli reakcja będzie wywoływana kilka razy na sekundę w niewielkich porcjach paliwa. Wymaga to niezależnego podgrzewania każdej porcji do wysokiej temperatury i kompresowania jej pod wysokim ciśnieniem.
Wykorzystane są w tym celu silne lasery, których impuls jest skupiany na zbiorniku zawierającym niewielką kulkę paliwa. Światło zaabsorbowane przez zbiornik jest reemitowane w postaci promieni rentgenowskich, które kompresują paliwo i podgrzewają je, inicjując syntezę. Największym ośrodkiem prowadzącym badania w tym kierunku był National Ignition Facility w USA.

### Magnetyczne uwięzienie plazmy

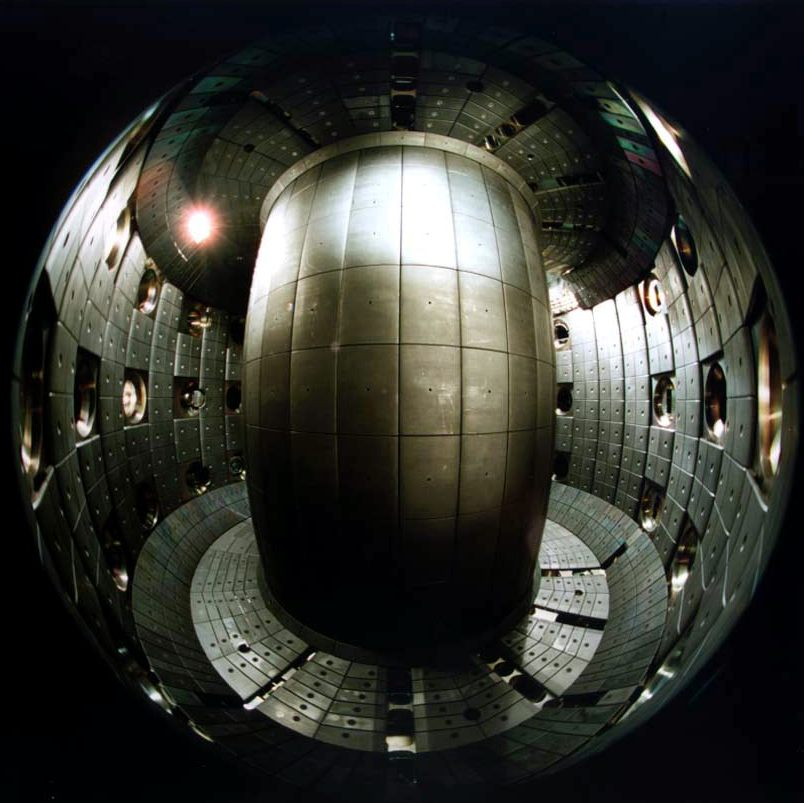
Wnętrze tokamaka TCV, znajdującego się w EPFL w Szwajcarii.

W temperaturach w których przebiega synteza, paliwo jądrowe jest w postaci plazmy, która jest bardzo dobrym przewodnikiem prądu. Otwiera to możliwość uwięzienia jej przy użyciu pola magnetycznego. W takim polu, naładowane cząstki krążą wokół linii pola. Dodatkowo mogą poruszać się równolegle do linii pola, ale jeśli te linie są zamknięte, to cząstka jest uwięziona. Najbardziej zaawansowanymi urządzeniami wykorzystującymi to zjawisko są tokamaki. Największym działającym urządzeniem tego typu jest JET, a w trakcie budowy jest o wiele większy ITER. Prowadzone są też badania nad bardziej skomplikowanymi układami takimi jak stellaratory i sferomaki.

### Polywell

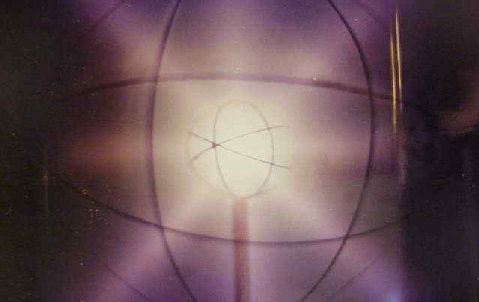
Fuzor Farnswortha–Hirscha w trakcie pracy.

Na małą skalę fuzję można wywoływać w fuzorach, które rozpędzają jony w polu elektrostatycznym, doprowadzając do ich zderzeń (zjawisko to nazywane jest inercyjnym uwięzieniem elektrostatycznym). Tradycyjne fuzory wymagają jednak umieszczenia elektrod w miejscu gdzie ma zachodzić synteza, co w praktyce oznacza, że przebiegająca szybciej reakcja błyskawicznie je niszczy. Bardziej zaawansowaną metodą jest metoda polywell, w której elektrody są zastąpione plazmą, utrzymywaną przez zewnętrzne pola magnetyczne. Metoda uzyskała nagrodę „Outstanding Technology of the Year” International Academy of Science w roku 2006 i jest obecnie rozwijana przez firmę EMC2.

### Inne podejścia
Bardziej subtelną techniką jest użycie egzotycznych cząstek do katalizowania syntezy. Najbardziej znaną jest fuzja katalizowana mionami, w której miony zastępują elektrony na orbitalach, umożliwiając zbliżenie się jąder na znacznie mniejsze odległości i zmniejszając energię potrzebną do zainicjowania syntezy. Krótki czas życia mionów i wysoka energia potrzebna do ich uzyskania wyklucza jednak praktyczność tego podejścia jako źródła energii.

#### Zimna fuzja
Alternatywnym podejściem jest próba wywoływania fuzji przez kompresję bąbelków gazu w cieczy przy pomocy ultradźwięków (sonofuzja), rozpędzanie jonów przez pole elektryczne wytwarzane w gwałtownie podgrzewanych kryształach (metoda piroelektryczna) i skupianie atomów deuteru przez absorbowanie ich w specjalnych elektrodach (klasyczna zimna fuzja). Żadna z tych metod obecnie nie jest szerzej finansowana, ze względu na brak wiarygodnego potwierdzenia sukcesu tego typu eksperymentów. Po wielu latach fałszywych doniesień, częściowo wynikających z błędów uczonych, a częściowo z celowej manipulacji, termin „zimna fuzja” zyskał w środowisku naukowym złą sławę i przeważnie jest traktowany jako pseudonauka.

Reakcja fuzji termojądrowej, jądra deuteru i trytu łączą się, powstaje jądro helu, neutron i wydzielana jest energia.

## Reakcja termojądrowa
Choć wiele jąder atomowych może służyć jako paliwo jądrowe, najłatwiej wywołać syntezę jąder deuteru i trytu. W tym kierunku prowadzone jest większość badań. W tym procesie mogą wystąpić następujące reakcje:
2H + 2H → 3H + p + 4,03 MeV
2H + 2H → 3He + n + 3,27 MeV
2H + 3H → 4He + n + 17,59 MeV